# Прокопий I Константинополски
Прокопий I Константинополски (на гръцки: Προκόπιος Α Πελεκάσης) е вселенски патриарх от 1785 до 1789 година.

## Биография
Роден е в 1734 година със светското име Пелекасис (Πελεκάσης) в месенското село Сицова. На 12 години отива при брат си Неофит, който е мтрополит на тракийската Ганоска и Хорска епархия. След смъртта на брат му, на 4 октомври 1759 година е ръкоположен в „Света Богородица Мухлийска“ в Цариград за ганоски и хорски митрополит. Ръкополагането е извършено от митрополит Мелетий Лариски в съслужение с митрополит Даниил Браилски и водницкия епископ. На 24 януари 1770 година е избран за митрополит на Смирна. На 29 юни 1785 година е избран за вселенски патриарх. На 30 април 1789 година е принуден да абдикира. Заточен е във Великата лавра на Света гора. В 1797 година се завръща в селото си. По-късно се установява в Каламата, където се навесва в правата на митрополита на Монемвасия. През ноември 1809 година получава писмо от патриарх Йеремия IV Константинополски, което му нарежда да се оттегли в селото си, където Прокопий умира преди май 1810 г. (може би на 13 март). През 1814 година тленните му останки, които са пренесени в Мардакийския манастир.